# Rhythm Killers
Rhythm Killers – dziewiąty album studyjny jamajskiej sekcji rytmicznej Sly & Robbie.
Płyta została wydana w roku 1987 przez brytyjską wytwórnię Island Records. Nagrania zostały zarejestrowane w Quad Recording Studio w Nowym Jorku. Ich produkcją zajął się Bill Laswell.

## Lista utworów
1. "Fire"
2. "Boops (Here To Go)"
3. "Let's Rock"
4. "Yes We Can Can"
5. "Rhythm Killer"
6. "Bank Job"

## Muzycy
- Pat Thrall – gitara
- Nicky Skopelitis – gitara
- William "Bootsy" Collins – gitara, wokal
- Robbie Shakespeare – gitara basowa
- Sly Dunbar – perkusja
- Daniel Ponce – perkusja
- Aiyb Dieng – perkusja, konga
- Karl Berger – melodyka, wibrafon
- George "Bernie" Worrell – fortepian preparowany
- Derek "D. St." Showard – skrecze
- Henry Threadgill - saksofon, flet
- Carl "Shinehead" Aiken – wokal
- Gary "Mudbone" Cooper – wokal
- Bernard Fowler – wokal